# Kanton Clary
Clary is een voormalig kanton van het Franse Noorderdepartement. Het kanton maakte deel uit van het arrondissement Cambrai.

## Gemeenten
Het kanton Clary omvatte de volgende gemeenten:
- Bertry
- Busigny
- Caudry
- Caullery
- Clary (hoofdplaats)
- Dehéries
- Élincourt
- Esnes
- Haucourt-en-Cambrésis
- Ligny-en-Cambrésis
- Malincourt
- Maretz
- Montigny-en-Cambrésis
- Villers-Outréaux
- Walincourt-Selvigny